# Hot (canción de Avril Lavigne)
«Hot» es el tercer sencillo oficial del álbum The Best Damn Thing, de la cantante canadiense Avril Lavigne. La canción está incluida en el género pop rock pero conservando aun así acordes de guitarra y ritmo de batería estilo punk pop.
Se estrenó el 2 de octubre (debutado en la posición #95 en el Billboard Hot 100) en los Estados Unidos, en Latinoamérica y en España; se encuentra entre los primeros lugares de listas de aceptación. Se escuchó en el cuarto episodio de la tercera temporada de la MTV The Hills. Una versión japonesa de la canción fue lanzada como un tono de llamada en Japón, con las letras japonesas sustituir el coro. En China, una versión en mandarín de la canción fue lanzada que sustituyó el coro y la introducción de letras en mandarín. En YouTube, que ha generado más de 150 millones de visitas. En Chile, se escuchó en varios capítulos de la teleserie de Canal 13 CRZ, Corazón Rebelde
«Hot» fue estrenada oficialmente en Hispanoamérica el 3 de noviembre y para finales de 2007 logró obtener la posición número 46 en el conteo de los 100+ pedidos de dicho año en México. En Argentina la posición número 93 y en España la posición número 65. En Estados Unidos vendió 446.000 descargas hasta el 16 de octubre de 2011.

## Video musical
Fue filmado durante la segunda semana de septiembre en el Murdoch Hall de Nueva Jersey, sitio en el que se han filmado varias películas.
«Hot» fue estrenado por sorpresa en el canal australiano GoTv la primera semana de octubre.
Este vídeo muestra que Avril Lavigne llega a un club nocturno ambientado en la década de los 40; baja de un automóvil y es recibida por una multitud de fanáticos y paparazzis. Luego, Avril entra para dar un espectáculo y se viste muy sensual con un corsé verde y medias de rejilla rotas, es recibida con aplausos por la gente que estaba esperando su presentación esa noche, termina su actuación y se retira caminado por donde entró y luego subiéndose al automóvil.
Una curiosidad del vídeo es el vestido verde, este se parece mucho al de las bailarinas del vídeo de la canción «Holiday» de la banda norteamericana Green Day.

## Lista de canciones
Sencillo en CD para Reino Unido

| N.º | Título                               | Duración |  |
| 1.  | «Hot»                                | 3:23     |  |
| 2.  | «I Can Do Better» (versión acústica) | 3:39     |  |

  Sencillo en CD para Australia y Japón

| N.º | Título                                             | Duración |  |
| 1.  | «Hot»                                              | 3:23     |  |
| 2.  | «When You're Gone» (versión acústica)              | 3:58     |  |
| 3.  | «Girlfriend (remezcla de Dr. Luke)» (con Lil Mama) | 3:24     |  |

Decarga digital de iTunes Japón

| N.º | Título                               | Duración |  |
| 1.  | «Hot»                                | 3:23     |  |
| 2.  | «I Can Do Better» (versión acústica) | 3:39     |  |
| 3.  | «Hot» (versión japonesa)             | 3:23     |  |

## Posicionamiento en listas
| Listas (2007-08)                   | Mejor posición |
| ---------------------------------- | -------------- |
| Alemania (Official German Charts)  | 26             |
| Australia (ARIA)                   | 14             |
| Austria (Ö3 Austria Top 40)        | 17             |
| Bélgica (Ultratop 50) Flanders     | 7              |
| Bélgica (Ultratop 50) Wallonia     | 13             |
| Canadá (Canadian Hot 100)          | 10             |
| Canadá CHR/Top 40 (Billboard)      | 4              |
| Escocia (Official Charts Company)  | 26             |
| Eslovaquia (Radio Top 100)         | 25             |
| Estados Unidos (Billboard Hot 100) | 95             |
| Estados Unidos (Mainstream Top 40) | 40             |
| Europa Digital Songs (Billboard)   | 41             |
| Hungría (Rádiós Top 40)            | 13             |
| Irlanda (IRMA)                     | 19             |
| Japón (Oricon)                     | 91             |
| Nueva Zelanda (RMNZ)               | 30             |
| Países Bajos (Dutch Top 40)        | 15             |
| Reino Unido (UK Singles Chart)     | 30             |
| República Checa (Rádio Top 100)    | 10             |
| Rumania (Airplay 100)              | 76             |
| Rusia Airplay (Tophit)             | 40             |
| Suecia (Sverigetopplistan)         | 53             |
| Suiza (Schweizer Hitparade)        | 61             |

| Listas (2008)             | Mejor posición |
| ------------------------- | -------------- |
| Canadá (Canadian Hot 100) | 42             |
| Hungría (Single Top 40)   | 90             |
| Líbano (Lebanese Top 20)  | 74             |

## Certificaciones
| País      | Organismo certificador | Certificación | Ventas certificadas | Ref    |
| --------- | ---------------------- | ------------- | ------------------- | ------ |
| Australia | ARIA                   | Oro           | 35 000              | [ 30 ] |